# Franziska Singer

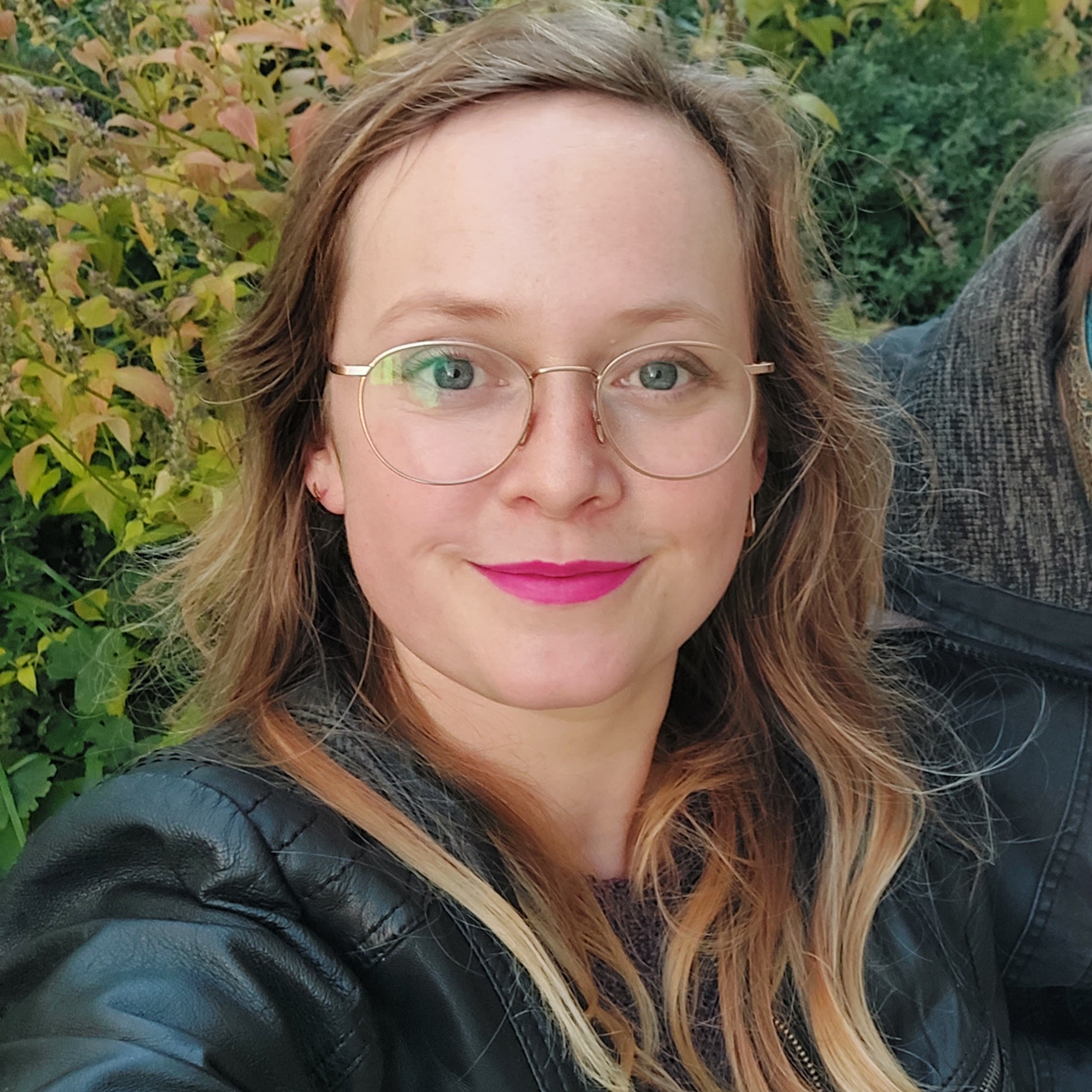
Franziska Singer im Oktober 2021

Franziska Singer (* 1986 in Wien) ist eine österreichische Schauspielerin, Kabarettistin, Podcasterin und Autorin.

## Leben
Franziska Singer wurde als Kind zweier Musiker geboren und wuchs in Oberbayern auf. Nach der Grundschule übersiedelte sie mit ihrer Familie nach Reichenau an der Rax in Niederösterreich, später besuchte sie das BORG Wiener Neustadt. Von 2004 bis 2007 absolvierte sie ein Schauspielstudium an der Schauspielschule Krauss.
In der Saison 2008/09 verkörperte sie am Theater in der Josefstadt in Die Judith von Shimoda die Rolle der Omoto. Seit 2009 ist sie Ensemblemitglied am Wiener Schubert Theater, wo sie unter anderem als Toinette in Der eingebildete Kranke, als Kathi in Der Zerrissene und als Mrs. Cheveley in Ein idealer Ehemann auf der Bühne stand. Am Schubert Theater widmet sie sich auch dem Puppenspiel, etwa als Alice von Lewis Carroll, als Gretel in Hänsel. Gretel. Finsterwald., als Tod und Hoffnung in Der Herr Tod und seine Freunde und im JEDER.mann zusammen mit Manuela Linshalm. Am Theater Drachengasse war sie 2013 als Dijana in Erst war es leer ohne Herz, aber jetzt geht's wieder zu sehen.
Im November 2016 wurde sie beim Goldenen Kleinkunstnagel mit dem Neulingsnagel als beste Kabarett-Newcomerin ausgezeichnet. Im November 2017 feierte sie am Theater am Alsergrund mit ihrem ersten Solokabarettprogramm Luft nach unten Premiere, mit dem sie auch beim Münchner Kabarett Kaktus am Hauptwettbewerb teilnahm. 2019 war sie in der von Hosea Ratschiller moderierten ORF-Sendung Pratersterne zu Gast.
In der Arte/ZDF/ORF-Dokumentation über Queen Victoria spielte sie 2019 die Rolle der jungen Victoria, neben Gisela Salcher als reife Frau. In der Oper-rund-um-Inszenierung von Offenbachs Orpheus in der Unterwelt verkörperte sie 2020 die öffentliche Meinung.
Beim Ö3-Podcast-Award belegte sie mit dem True-Crime-Podcast Darf's ein bisserl Mord sein? gemeinsam mit Amrei Baumgartl im Februar 2021 den zweiten Platz. Beim k.at Podcast Award wurde der Podcast im November 2021 ebenfalls ausgezeichnet. Eine Auswahl von Geschichten über kuriose und ungelöste Kriminalfälle aus aller Welt erschienen im September 2021 im Buch Darf´s ein bisserl Mord sein? – Wahre Verbrechen im Ueberreuter-Verlag. Im Oktober 2023 startete sie den Podcast LiebesGeschichte über die Geschichte der Sexualität.

## Filmografie (Auswahl)
- 2005: Tom Turbo – Der doppelte Prinz (Fernsehserie)
- 2010: Aschenputtel
- 2011: Die Abstauber (Fernsehserie)
- 2011: Wie man leben soll
- 2011: Vielleicht in einem anderen Leben
- 2012: Lilly Schönauer – Liebe auf den zweiten Blick (Fernsehreihe)
- 2012: Deine Schönheit ist nichts wert
- 2012: SOKO Kitzbühel – Viererbande (Fernsehserie)
- 2014: Die Seelen im Feuer
- 2015: Die Frau in Gold (Woman in Gold)
- 2015: Heiter bis tödlich: Monaco 110 – Apricot, nicht orange! (Fernsehserie)
- 2016: Nebel im August
- 2017: Grießnockerlaffäre
- 2018: DIE.NACHT – fahrlässig (Fernsehserie)
- 2018: CopStories (Fernsehserie)
- 2019: SOKO München – Ein amerikanischer Freund (Fernsehserie)
- 2019: Universum History – Victoria – Geheimnisse einer Jahrhundertqueen (Fernsehdokumentation)
- 2019: SOKO Kitzbühel – Mitten ins Herz (Fernsehserie)
- 2021: SOKO Donau/SOKO Wien – Zivilcourage (Fernsehserie)
- 2021: Die Rosenheim-Cops – Ein makelloser Mord (Fernsehserie)
- 2022: SOKO Linz – Lazarus (Fernsehserie)
- 2022: Landkrimi – Der Schutzengel (Fernsehreihe)
- 2024: Zitronenherzen (Fernsehfilm)
- 2025: Sturm kommt auf (Fernsehfilm)

## Publikationen (Auswahl)
- 2021: Darf´s ein bisserl Mord sein? – Wahre Verbrechen, Carl Ueberreuter Verlag, Wien 2021, ISBN 978-3-8000-7776-2.